# Oued Sebaa
Oued Sebaa (în arabă وادى السبع) este o comună din provincia Sidi Bel Abbès, Algeria.
Populația comunei este de 4.301 locuitori (2008).